# ディアベリ変奏曲
『ディアベリのワルツによる33の変奏曲』（独: 33 Veränderungen über einen Walzer von Diabelli）作品120は、ドイツの作曲家であるルートヴィヒ・ヴァン・ベートーヴェンが作曲したピアノ独奏曲。『ディアベリ変奏曲』の通称で知られる。
1823年に完成された晩年の傑作であり、ベートーヴェンの「不滅の恋人」とされるアントニー・ブレンターノに献呈された。

## 作曲の経緯
作曲家で出版業も営んでいたアントン・ディアベリは、1819年に自らが書いた主題によって、当時名前の売れていた作曲家50人に1人1曲ずつ変奏を書いてもらい、長大な作品に仕上げようと企画した。その中にはカール・チェルニーやフランツ・シューベルト、当時11歳だったフランツ・リストもいた（詳細はアントン・ディアベリ#ディアベリのワルツによる変奏曲集を参照）。その50人の作曲家の一人にベートーヴェンも選ばれたが、共同作業への興味が薄かったベートーヴェンの構想は膨れ上がり、いくつかの変奏をスケッチした時点で放置し『ミサ・ソレムニス ニ長調』（作品123）の作曲に移った。1822年に作曲を再開し、演奏時間50分以上を要する、33もの変奏からなる長大な作品に仕立て上げた。のちにベートーヴェンはこの主題を「靴屋の継ぎ皮」（Schusterfleck）とけなしているが、出版などで世話になっている関係上、なんとか立派なものに仕上げたいと考え、そのためには全て自分で作る方がよいと考え、独自の変奏曲を完成させたという。実際、完成された作品は最初の数変奏の後に、元々の主題の原型がほぼ完全になくなってしまっており、性格変奏の究極の形とも言える作品となっている。この作品は当初の企画とは別に、単独のベートーヴェン作品としてディアベリの出版社から出版されたが、のちに合同企画の出版を果たしたディアベリはその中の「第1部」としてこの作品を再刊している。

## 楽曲構成
ヴィヴァーチェ、ハ長調、4分の3拍子。演奏時間は約55分。正式名称の通り、作品はディアベリによる主題と33からなる変奏曲からなる。
ベートーヴェンは晩年になって、変奏曲を自らの重要なジャンルにおくことになった。またソナタの楽章においては好んでその形式が用いられた。そしてその作風は初期のものと比べると、旋律や音型を装飾していく「装飾変奏」から、変奏が主題の性格そのものに及ぶ「性格変奏」へと変化した。
第1変奏から拍子も変化し、新しいリズムが与えられた。その後、どんどん新しい音型が登場し、対位法的なもの、瞑想的なもの、短調など、様々に曲想が変化する。それらはある意味偶然的で気まぐれなものである。しかし、作曲者の変奏技法を極限までに追求した、集大成の作品である。
特に第22変奏には、alla "Notte e giorno faticar" di Mozart と記され、ベートーヴェンはディアベリの主題と、モーツァルトのオペラ『ドン・ジョヴァンニ』の中の「夜も昼も苦労して」の旋律を結びつけた。
第29変奏からは緩やかな短調の変奏が続き、最も遅い変奏のあとにフーガの第32変奏が続く。
第32変奏では変ホ長調のフーガとなる。ここでは、主題はもはや動機レベルにまで分解されていて、元のワルツの面影はほとんどない。本来ならここで曲が終わるが、斬新な転調をしたあと、第33変奏として中庸なメヌエットが奏される。これは、ヨハン・ゼバスティアン・バッハの『ゴルトベルク変奏曲』が30の変奏を終えた後に、再び静寂なアリアの回帰が行われることに似ているので、ベートーヴェンはそれを意識したのではないかとも思われる。全曲は第33変奏のメヌエットのあと、コーダにおいて音価が細分化されていき、消えるような音階の上昇のあと、主和音の強奏により閉じられる。